# فرهنگ در سنگاپور

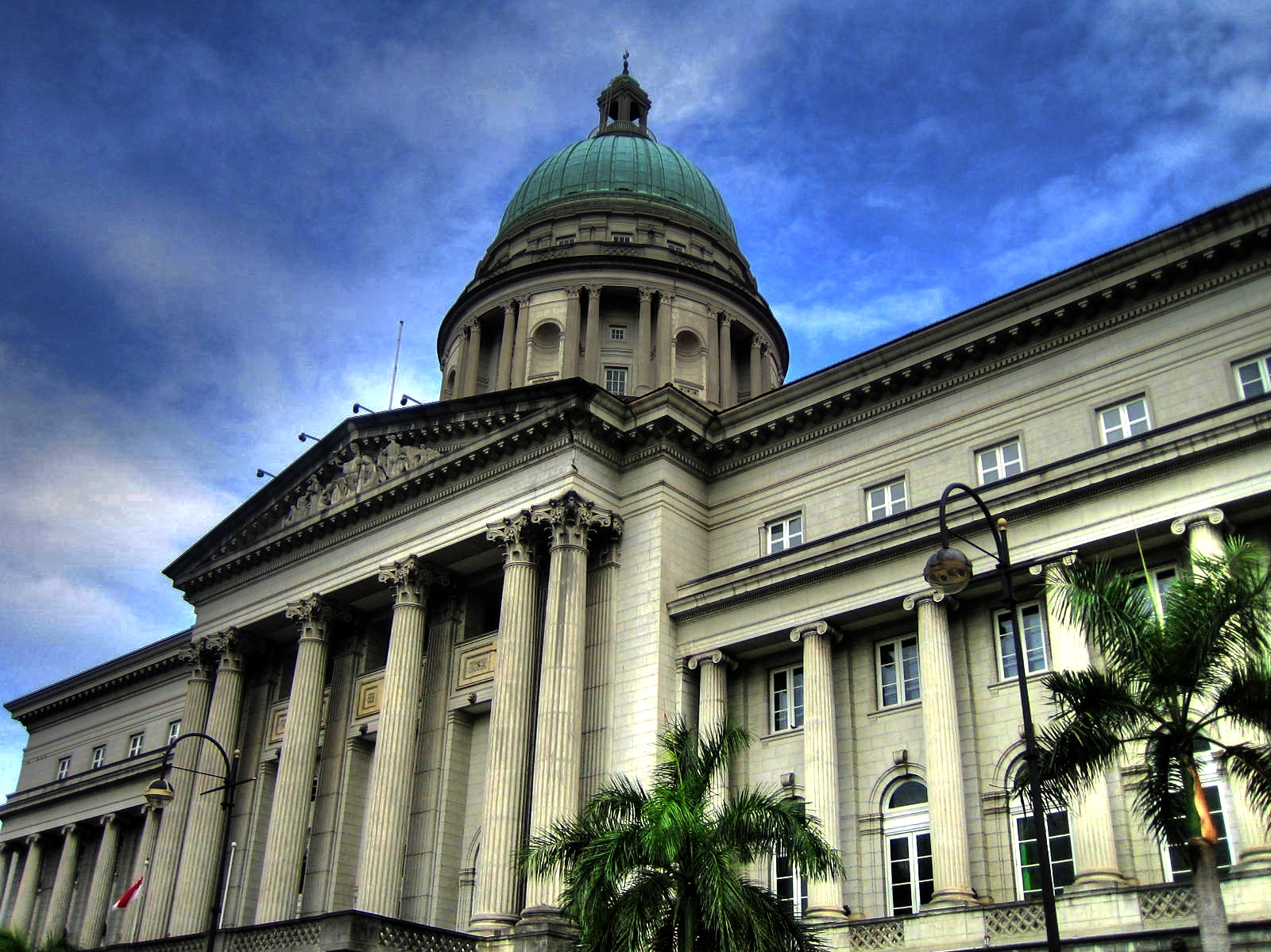
دادگاه عالی سنگاپور

فرهنگ سنگاپور ترکیبی از فرهنگ‌های آسیایی و اروپایی است. سنگاپور که تحت تأثیر فرهنگ‌های مالایی، آسیای جنوبی، آسیای شرقی و اوراسیا قرار گرفته‌است.
شواهد نشان می‌دهد که در قرن چهاردهم میلادی تجارت قابل توجه مهم در سنگاپور وجود داشته‌است. در اواخر قرن چهاردهم، سنگاپور تحت حاکمیت پارامسوارا بوده‌است که فرمانروای پیشین را به قتل رساند و وی توسط مجاپاهیت یا سیامی اخراج شد. سپس تحت سلطنت مالاکا و سلطان جوهور قرار گرفت. در سال ۱۸۱۹، سر توماس استمفورد رافلز پیمانی را با جوهور بست که به موجب آن انگلیسها اجازه یافتند بندر تجاری را در جزیره بیابند، که این پیمان منجر به به وجود آمدن مستعمره انگلیس سنگاپور در سال ۱۸۱۹ شد.
سنگاپور از سال ۱۸۲۴ تا ۱۹۶۳ میلادی، به غیر از سه سال در زمان جنگ جهانی دوم یکی از مستعمرات بریتانیا بود. در سال ۱۹۴۲ سنگاپور که هنوز مستعمره بریتانیا بود، توسط ژاپن اشغال شد و نیروهای بریتانیایی مجبور به ترک آن شدند. وینستون چرچیل این رخداد را «بدترین فاجعه و بزرگترین تسلیم در تاریخ بریتانیا» نامید. سنگاپور پس از پایان جنگ در سال ۱۹۴۵ میلادی دوباره توسط نیروهای بریتانیایی اشغال شد. هجده سال بعد در سال ۱۹۶۳ سنگاپور به عنوان عضوی از فدراسیون مالزی استقلال خود را از بریتانیا به دست آورد. این کشور در نهایت دو سال بعد در سال ۱۹۶۵ از مالزی جدا شد و به این ترتیب جمهوری سنگاپور شکل گرفت.

## باورها

### شایسته‌سالاری
به شیوه‌ای از حکومت یا مدیریت گفته می‌شود که در آن دست‌اندرکاران بر پایهٔ توانایی و شایستگی‌شان برگزیده شوند و نه بر پایهٔ قدرت مالی یا موقعیت اجتماعی و فامیلی. فناوری‌های نوین و شتاب تحول و تغییر، نیاز به نیروی انسانی متخصص را بیش از پیش کرده‌است. این امر بنگاه‌ها و دولت را به سوی نظام و سیستمی شایسته سالار رهنمون می‌کند. در جوامع شایسته سالار، نگرش‌های خویشاوندسالاری، قبیله گرایی، حزب سالاری و غیره مطرود است. نظام شایسته سالار، نظامی است که در آن افراد مناسب در مکان و زمان مناسب منصوب شده و از ایشان بهترین استفاده در راستای اهداف فردی، سازمانی و اجتماعی بشود.

## آشپزی
غذاهای سنگاپور نیز نمونه بارز تنوع و اشاعه فرهنگی در سنگاپور است. سنگاپوری‌ها همچنین از طیف‌های متنوعی از غذاهای دریایی از جمله خرچنگ، صدف، ماهی مرکب و صدف در پخت‌وپز استفاده می‌کنند. یکی از غذاهای مورد علاقه در میان مردم سنگاپور، لقمه‌ماهی کباب شده‌است که روی برگ موز و همراه با فلفل سرو می‌شود.

## پارک‌ها

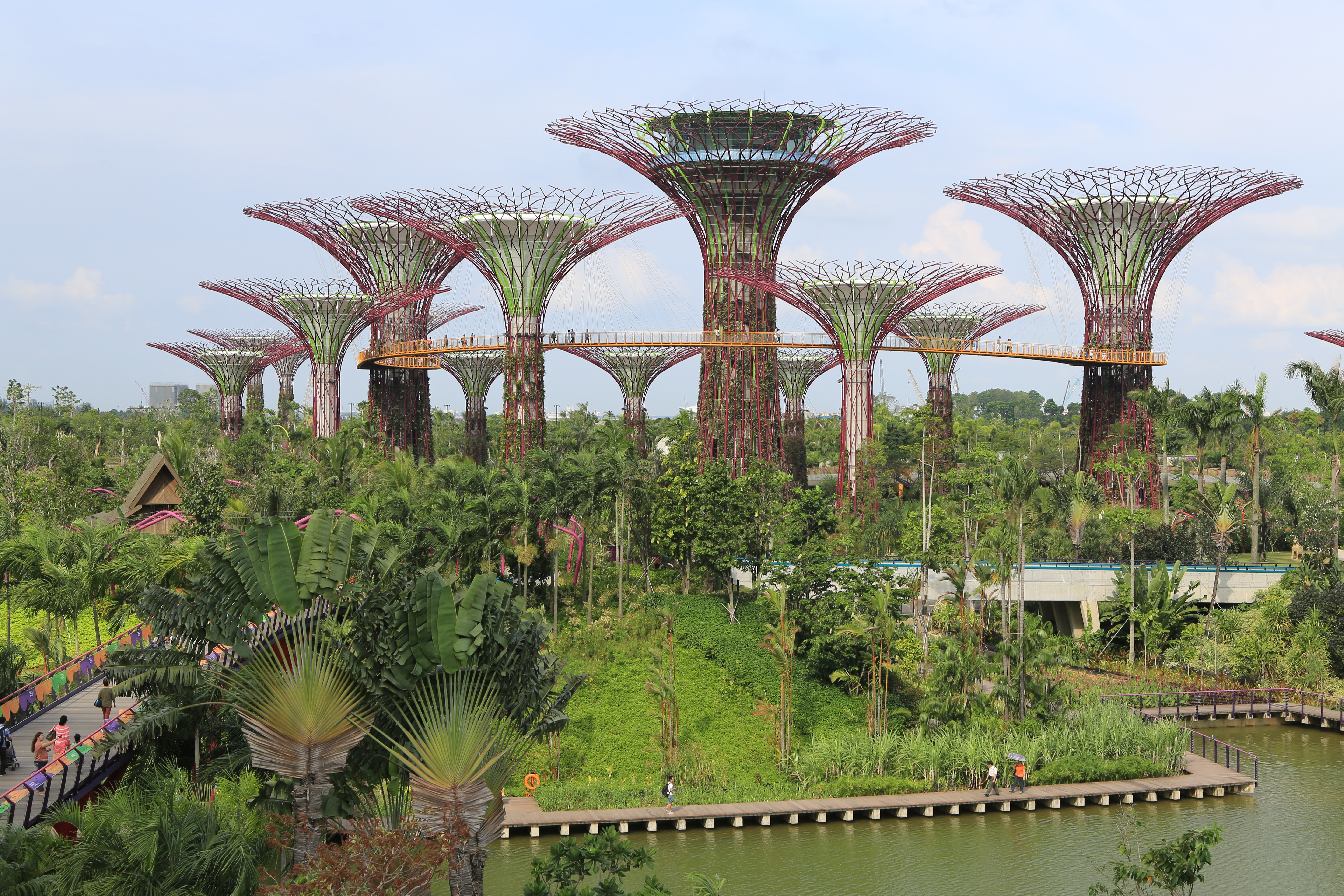
بیشه Supertree in Gardens by the Bay

### باغ‌های بوتانیک
باغ بوتانیکی در سنگاپور به وسعت ۷۴ هکتار است. این مساحت یک پنجم باغهای سلطنتی در کیو یا یک پنجم پارک مرکزی نیویورک است. این باغ تنها باغ جهان است که از ۵ صبح تا ۱۲ نصفه شب در همه روزهای سال باز است و جز برای باغ ملی ارکید هیچ ورودیه‌ای ندارد. این باغ از جنوب به جاده هالند و جاده ناپیر، از شرق به جاده کلانی، از غرب به خیابان تیرسال و پارک کلانی و از شمال به بوکیت تیما محصور است. فاصله مستقیم بین شمال و جنوب آن ۲٫۵ کیلومتر است.

## دین

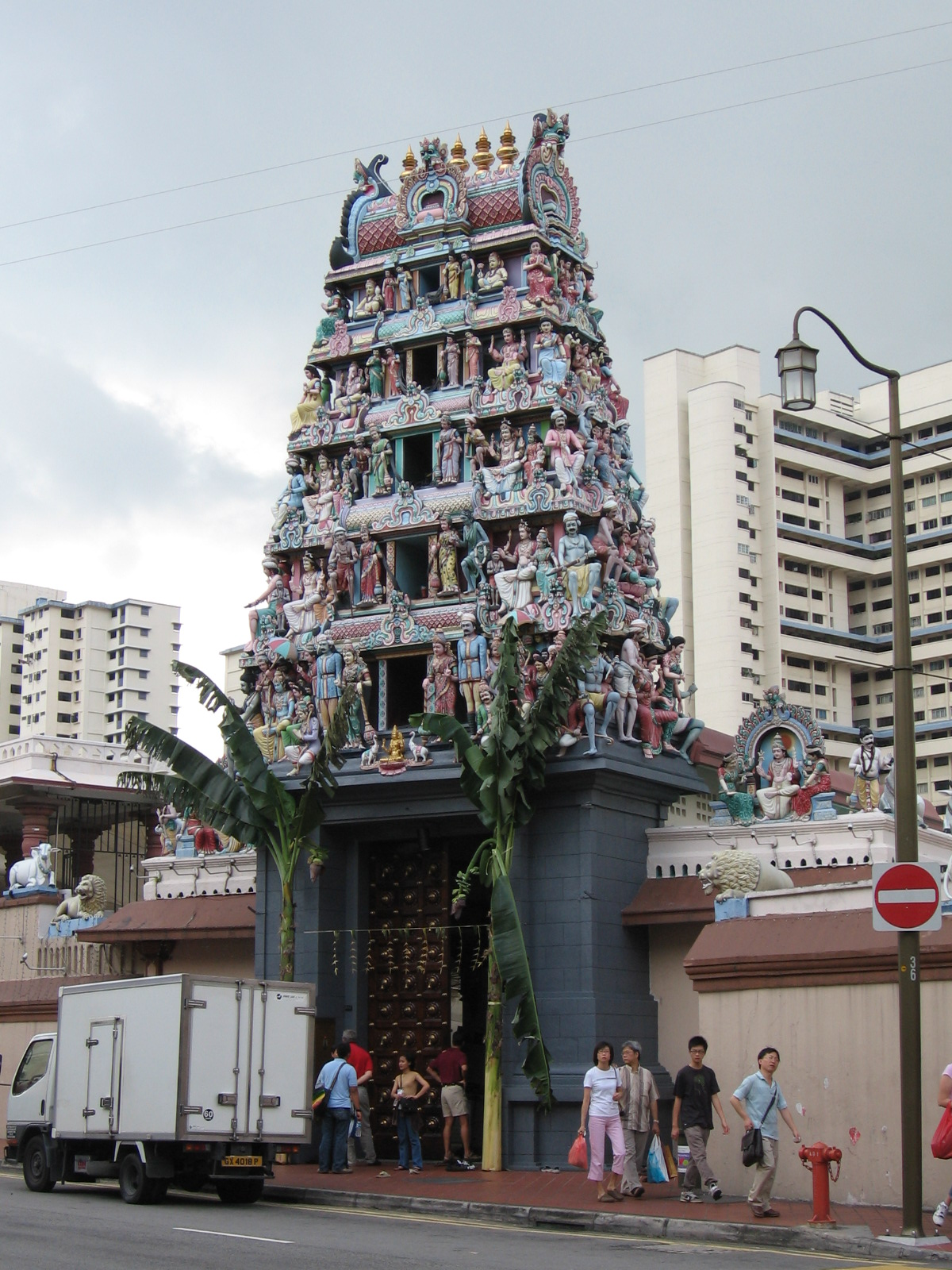
معبد سری ماریاممن، ساخته شده در سال ۱۸۲۷، بزرگترین معبد هندو در سنگاپور است.

مذهب در سنگاپور به دلیل تنوع در اعتقادات مذهبی و شیوه‌های مختلف به دلیل آمیختگی قومی متنوع آن از مردمان نشات گرفته از کشورهای مختلف، مشخص می‌شود.